# Cantone di Le Petit-Quevilly
Il Cantone di Le Petit-Quevilly è una divisione amministrativa dell'arrondissement di Rouen.
A seguito della riforma complessiva dei cantoni del 2014 è passato da 1 a 2 comuni.

## Composizione
Prima della riforma del 2014 comprendeva il solo comune di Le Petit-Quevilly.
Dal 2015 comprende Le Petit-Quevilly e parte del comune di Sotteville-lès-Rouen.